# بيل إيزلي
بيل إيزلي (بالإنجليزية: Bill Easley)‏ هو موسيقي أمريكي، ولد في 1943 في نيويورك في الولايات المتحدة.

## وصلات خارجية
- بيل إيزلي على موقع ميوزك برينز (الإنجليزية)
- بيل إيزلي على موقع أول ميوزيك (الإنجليزية)
- بيل إيزلي على موقع ديسكوغز (الإنجليزية)